# Cameron (Chile)
Villa Cameron es una localidad de la zona austral de Chile, ubicada en la costa sur de la bahía Inútil, en la provincia de Tierra del Fuego, Región de Magallanes y de la Antártica Chilena. Con una población de 96 habitantes, según el censo de 2017, Villa Cameron corresponde a la categoría demográfica de caserío.

## Historia
Villa Cameron nació sobre el casco de la estancia «Caleta Josefina», fundada en 1904 por la Sociedad Explotadora de Tierra del Fuego y bautizada con ese nombre en reconocimiento a su primer administrador general, el neozelandés de ascendencia escocesa Alexander A. Cameron. Desde 1988, Villa Cameron es asiento de la municipalidad de Timaukel.

## Descripción

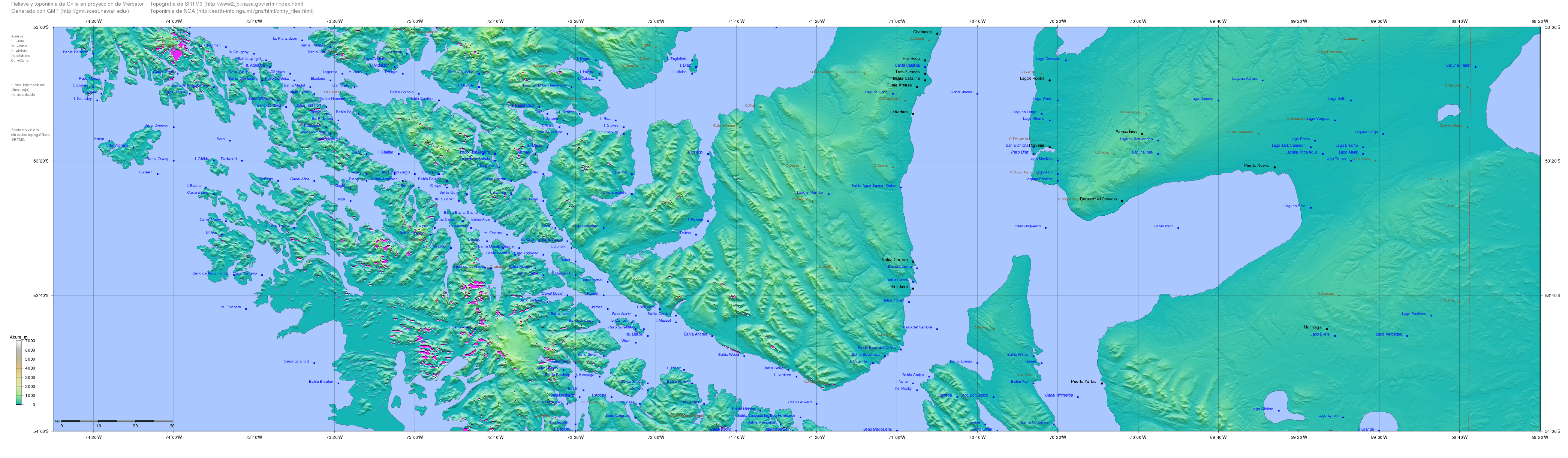
Ver Mapa de Chile.

Sus edificios exhiben la típica arquitectura promovida por los inmigrantes británicos, con superficies revestidas de planchas cincadas y estampadas con ricas molduras. La aldea fue erigida en el fondo de un cañadón de poca altura para ser protegida del viento. Cuenta con algunos edificios públicos, entre los que se cuentan la Municipalidad, un retén de Carabineros, una escuela, una biblioteca y una casa de huéspedes.